# Ralbitz

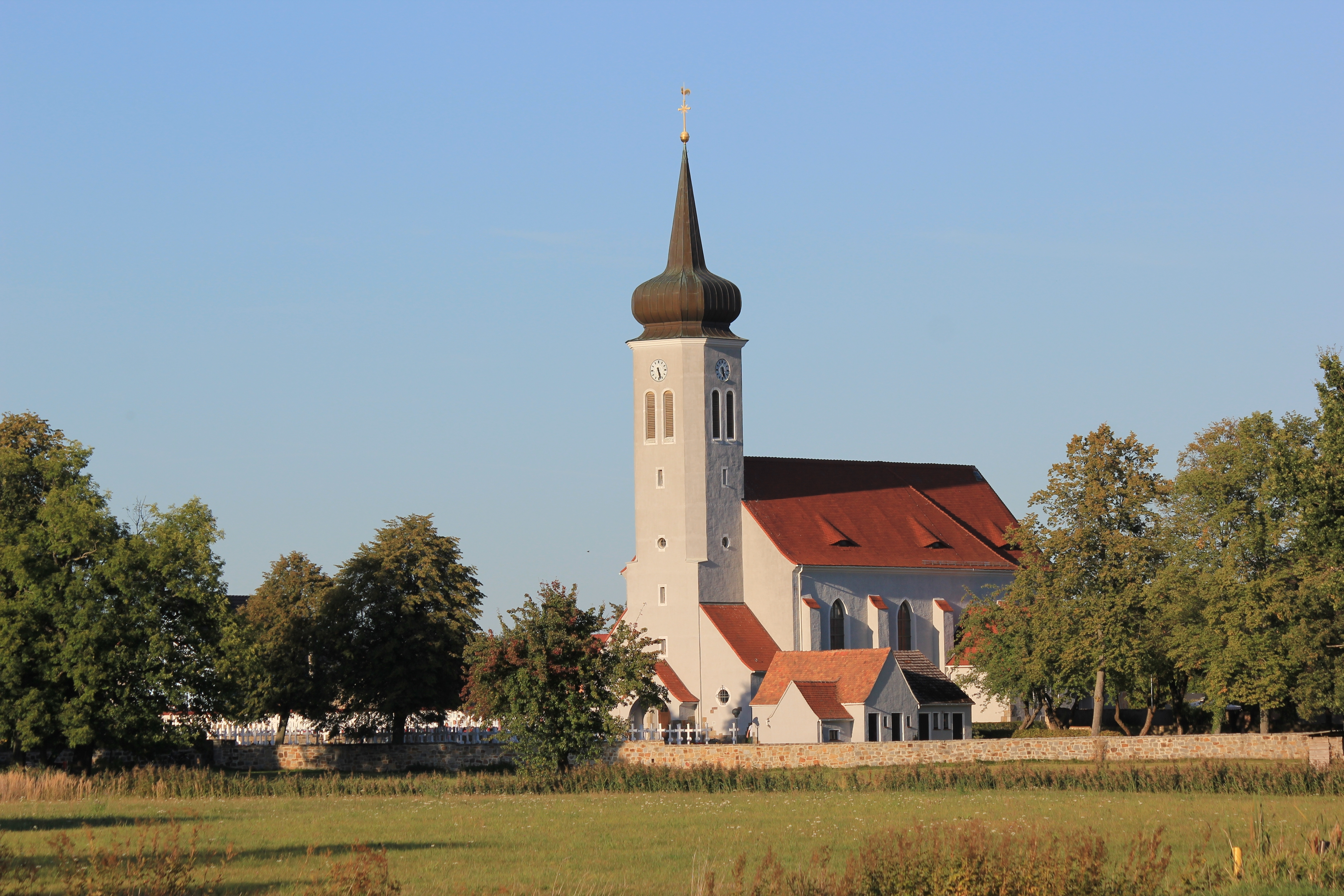
Die Ralbitzer Sankt-Katharinen-Kirche

Ralbitz, obersorbisch Ralbicyⓘ, ist ein Dorf mit etwa 300 Einwohnern im Zentrum des ostsächsischen Landkreises Bautzen. Es zählt zur Oberlausitz und gehört seit 1994 zur Gemeinde Ralbitz-Rosenthal. Der Ort befindet sich im sorbischen Kernsiedlungsgebiet; die Mehrheit der Einwohner spricht Sorbisch als Muttersprache.

## Geografie
Ralbitz liegt etwa 22 Kilometer nordwestlich von Bautzen und 13 Kilometer östlich von Kamenz in der Talaue des Klosterwassers (dem sogenannten „Niederland“, sorb. Delany) auf 140 Metern ü. NN. Die Umgebung ist flach und fällt nach Norden leicht ab. Östlich und nordöstlich von Ralbitz erstrecken sich ausgedehnte Waldgebiete in Richtung Königswartha. Westlich befindet sich das Naturschutzgebiet Lasker Auenwald. Die direkte Umgebung des Ortes wird landwirtschaftlich genutzt.
Ralbitz ist ein Gassengruppendorf mit der Kirche in der Ortsmitte.

## Geschichte
Der Ort wird erstmals 1264 als Radelwiz erwähnt. Die heutige Ortsnamensform ist seit 1791 verzeichnet.
Zur Zeit seiner Ersterwähnung gehörte das Dorf bereits zur Hälfte dem Kloster St. Marienstern. Seit 1290 war es vollkommen in dessen Besitz, so wie viele andere Orte entlang des Klosterwassers. Aus diesem Grund überstand der katholische Glaube in diesem Gebiet die Reformation. Die ehemaligen klostereigenen Orte der Gegend bilden heute das Kerngebiet der Sorben. Als die Hussitenkriege um 1429 auch die Oberlausitz ergriffen, wurde die Kirche in Ralbitz zerstört. An der Stelle des damaligen Altars steht heute die Dreifaltigkeitssäule.
1541 wird zum ersten Mal das Osterreiten erwähnt. Die älteste erwähnte Strecke führt von Wittichenau nach Ralbitz.
Von 1840 an war Ralbitz eine eigenständige Landgemeinde. 1957 wurde Naußlitz, 1974 Cunnewitz und Schönau eingemeindet.
Gegen Ende des Zweiten Weltkrieges brannte die Ralbitzer Kirche am 27. April 1945 erneut nieder. Bereits 1948 wurde sie wiedereröffnet.

## Bevölkerung
Die letzten Bevölkerungsdaten für die eigenständige Gemeinde Ralbitz geben für 1990 1026 Einwohner an. 1890 hatte der Ort selbst 273 Einwohner. Die Bevölkerungszahl ist in den letzten zwanzig Jahren entgegen dem ostsächsischen Trend um etwa zehn Prozent gestiegen und liegt jetzt bei etwa 330. Ralbitz ist der größte Ortsteil der Gemeinde.
Für seine Statistik über die sorbische Bevölkerung in der Oberlausitz ermittelte Arnošt Muka in den achtziger Jahren des 19. Jahrhunderts eine Bevölkerungszahl von 260 Einwohnern; darunter waren 259 Sorben und ein Deutscher. Ernst Tschernik zählte 1956 in der Gemeinde Ralbitz einen sorbischsprachigen Bevölkerungsanteil von 88,5 %.

## Religion
Der größte Teil der Einwohner ist katholisch.
Bis ins 15. Jahrhundert war Ralbitz nach Wittichenau, danach nach Crostwitz gepfarrt. Im Jahre 1716 wurde Sankt Katharina zur Crostwitzer Filialkirche und 1752 schließlich zur Pfarrkirche. Zur Pfarrei Ralbitz gehören heute die Kirche in Königswartha und die Wallfahrtskirche Rosenthal.
Die letzten Angaben zur Konfessionszugehörigkeit stammen von 1925. Damals waren bis auf einen alle Einwohner katholisch.
Am 10. September 2019 besuchte der Apostolische Nuntius in Deutschland Nikola Eterović Ralbitz und feierte eine Heilige Messe in der St. Katharinen-Kirche. Es war der erste Besuch eines Nuntius in der Gemeinde seit 1929, als Eugenio Pacelli, der spätere Papst Pius XII., die Gemeinde besuchte.

## Sehenswürdigkeiten

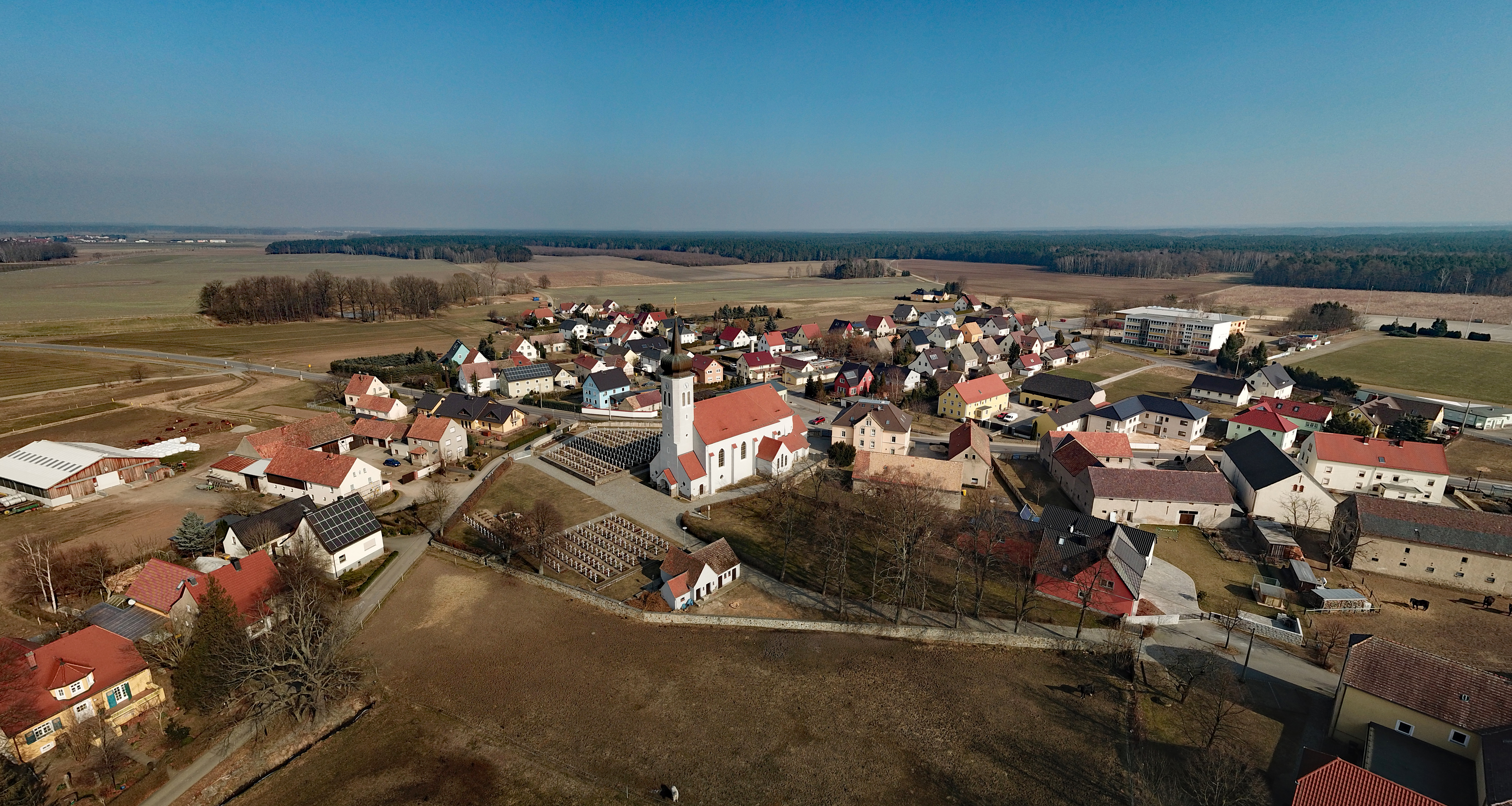
Luftbild

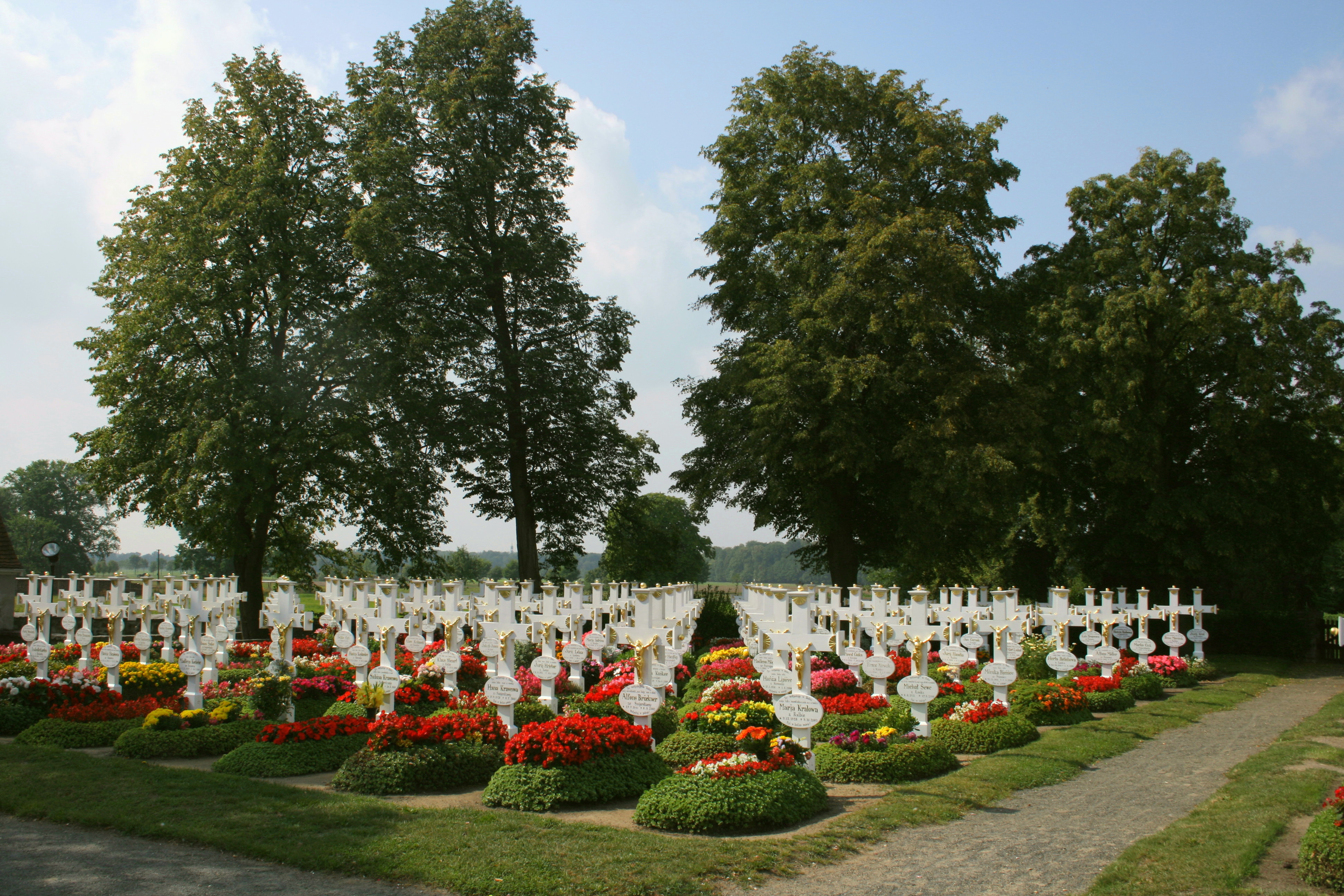
Der Ralbitzer Friedhof

Im Ortszentrum befindet sich die 1752 erbaute und nach dem Zweiten Weltkrieg restaurierte Sankt-Katharinen-Kirche und der denkmalgeschützte Friedhof mit seinen mehr als 300 einheitlichen weißen Holzkreuzen, der eine überregional bekannte Besonderheit darstellt. Auf dem Dorfplatz befindet sich die Dreifaltigkeitssäule aus dem 18. Jahrhundert.
Jährlich zum Ostersonntag empfängt Ralbitz eine Osterreiter-Prozession aus Wittichenau.
Auf seinem Weg vom Wallfahrtsort Rosenthal nach Eutrich, wo der Sage nach der gute sorbische Zauberer Krabat geboren wurde, durchquert der Krabat-Radweg auch Ralbitz.

## Infrastruktur
In Ralbitz ist eine sorbische Grund- und Oberschule ansässig. Seit der Schließung der Sorbischen Mittelschule in Crostwitz 2003 besuchen auch viele Kinder aus weiter entfernten Dörfern die Ralbitzer Schule, welche eine von 190 UNESCO-Projektschulen in Deutschland ist. Des Weiteren gibt es im Ort eine Turnhalle und einen Witaj-Kindergarten und weitere infrastrukturelle Einrichtungen der Gemeinde Ralbitz-Rosenthal.
Der Fußballverein DJK „Sokoł“ Ralbitz-Horka ist in Ralbitz ansässig.

### Verkehr
Der Ort befindet sich etwas nördlich der Staatsstraße 101, die von Königswartha über Ralbitz und Crostwitz zur Anschlussstelle Uhyst am Taucher der Autobahn 4 führt (13 km ab Ralbitz). Lokalstraßen verbinden Ralbitz mit den Nachbardörfern Cunnewitz (3 km), Eutrich (3 km) und Naußlitz (2 km).
Die Buslinie 186 fährt von Ralbitz nach Crostwitz und Kamenz.

## Persönlichkeiten
- Georg Gustav Kubasch (1845–1924), Pfarrer, Publizist und Redakteur; zeitweise in Ralbitz tätig
- Georg Wuschanski (1839–1905), Bischof und Sprachreformer; zeitweise als Kaplan in Ralbitz tätig
- Jakub Skala (1851–1925), Dekan; 1876–1881 Kaplan in Ralbitz
- Rafael Ledschbor (* 1966), sorbischer Autor, Redakteur, Fotograf und Publizist, lebt in Ralbitz
- David Statnik (* 1983), sorbischer Politiker, seit 2011 Vorsitzender der Domowina, lebt in Ralbitz